# كليو كارليل
كليو كارليل (بالإنجليزية: Cleo Carlyle) هو لاعب كرة قاعدة أمريكي، ولد في 7 سبتمبر 1902 في فيربورن في الولايات المتحدة، وتوفي في 12 نوفمبر 1967 في لوس أنجلوس في الولايات المتحدة.

## وصلات خارجية
- كليو كارليل على موقعبيزبول رفرنس.كوم (الدوري الرئيسي) (الإنجليزية)
- كليو كارليل على موقعبيزبول رفرنس.كوم (الدوري الثانوي) (الإنجليزية)
- كليو كارليل على موقع جمعية أبحاث البيسبول الأمريكية (الإنجليزية)